# Navales
Navales – gmina w Hiszpanii, w prowincji Salamanka, w Kastylii i León, o powierzchni 17,17 km². W 2011 roku gmina liczyła 337 mieszkańców.